# Выборы Учредительного собрания во Франции (1848)
Вы́боры в Учреди́тельное собра́ние Второй республики во Франции проходили 23 и 24 апреля 1848 года. 
В голосовании участвовали 9 395 035 избирателей, что составило 83,4% населения, имеющего избирательное право.

## Результаты
| Партия                                 | Места |
| -------------------------------------- | ----- |
| Умеренные республиканцы                | 600   |
| Легитимисты                            | 200   |
| Социалисты и радикальные республиканцы | 80    |
| Всего                                  | 880   |